# Isla de San Pablo
La isla de San Pablo (francés: Île Saint-Paul) es una isla muy pequeña de origen volcánico que forma parte de los Territorios Australes Franceses en el océano Índico. Está a 85 km (53 millas) al sur de la isla Ámsterdam, situado en 38°43′19″S 77°31′44″E / -38.72194, 77.52889. Es una isla rocosa y deshabitada de 8 km², está totalmente desprovista de árboles, básicamente representada por una antigua caldera de un volcán. Una estación científica de investigación en la isla se utiliza para las campañas cortas científicas o ecológicas, pero no hay población permanente.